# Lucius Rüedi
Lucius Rüedi (* in Igis, Graubünden; † 1870 in Alvaneu, Graubünden) war ein Schweizer Lungenarzt.

## Bedeutung
Lucius Rüedi erkannte als erster Mediziner die heilsame Wirkung des hochalpinen Klimas auf Tuberkulose-Patienten. Im Mai 1844 berichtete er in einem Brief an den Zürcher Bäderarzt Conrad Meyer-Ahrens, dass Kinder, die mit unterschiedlichen Schweregraden an Tuberkulose erkrankt gewesen waren, nach seiner Behandlung als geheilt entlassen werden konnten und lediglich Narben an der Lunge davontrugen.
Rüedis Beobachtung erschütterte das damals in Fachkreisen herrschende Vorurteil über die sogenannte „Bergkrankheit“ (Höhenkrankheit): Die dünne Luft in grossen Höhen würde die infizierte Lunge übermässig reizen und ruinieren, was bald zu einem allgemeinen körperlichen Verfall führen würde. Ärzte zogen es daher seinerzeit vor, Lungenkranke zwecks Heilung in warme Gebiete wie an die Riviera, die Côte d’Azur oder nach Ägypten zu schicken.

## Beruflicher Werdegang
Von 1828 bis 1830 und von 1835 bis 1848 war Lucius Rüedi Landschaftsarzt in Davos (Graubünden), ab dem Sommer 1848 Landschaftsarzt in Alvaneu (Graubünden).

## Familie und Privates
Lucius Rüedi war mit Rahel Conrad verheiratet. Das Paar hatte acht Kinder, darunter sechs Jungen. Der älteste hiess Wilhelm, der jüngste Carl.
Mehrere Söhne wurden, wie der Vater, Ärzte. Wilhelm, Paul (* 1844) und Carl (1848–1901) praktizierten unter anderem in den USA. Die grösste Bekanntheit erlangte Carl, der unter anderem den schottischen Schriftsteller Robert Louis Stevenson behandelte.

## Belege
- The Davos Courier, Bd. XIV, Nr. 14/15, 14. Juni 1901, o. S.
- Davoser Blätter. Verkehrs-Organ für Ragaz, Prättigau, Davos und Engadin; XXX. Jg., Nr. 25, Davos, 22. Juni 1901, o. S.

| Personendaten    | Personendaten                        |
| ---------------- | ------------------------------------ |
| NAME             | Rüedi, Lucius                        |
| ALTERNATIVNAMEN  | Rüedi, Lucius; Rüedi, Luzius         |
| KURZBESCHREIBUNG | Schweizer Pneumologe                 |
| GEBURTSDATUM     | 18. Jahrhundert oder 19. Jahrhundert |
| GEBURTSORT       | Igis                                 |
| STERBEDATUM      | 1870                                 |
| STERBEORT        | Alvaneu                              |